# Omar Font
Omar Font (nascido em 27 de fevereiro de 1990) é um nadador paralímpico espanhol. Representou a Espanha nos Jogos Paralímpicos de Verão de 2012 em Londres. Foi medalha de bronze no campeonato europeu de 2014 ao disputar a prova dos 50 metros livre, classe S12.